# Stefano Bruzzi
Stefano Bruzzi (Groppallo, 11 maggio 1835 – Piacenza, 5 gennaio 1911) è stato un pittore italiano figurativo, paesaggista, aderente alla corrente artistica dei Macchiaioli.

## Biografia
Nato a Groppallo, sull'Appennino piacentino da Anna Pistoni e Pietro, magistrato e Presidente della Corte d'Appello di Bologna, frequenta l'Istituto di Belle Arti Gazzola di Piacenza dove riceve l'educazione artistica dal pittore romanticista Lorenzo Toncini.
Nel 1854 si trasferisce a Roma, dove studia privatamente presso la scuola del disegnatore Alessandro Castelli, dove conosce Stefano Ussi e Nino Costa, con cui visita e riproduce in diverse opere la campagna romana e il Lago di Nemi.
Gli esordi rispecchiano l'impronta verista e naturalistica appresa dal maestro: è del 1855 l'esordio con Il castello di Gropparello, commissionato dal marchese Anguissola. Nello stesso anno rientra nel piacentino, dove acquista una casa sulle montagne natie; concluso il periodo bellico, si trasferisce a Bologna e in seguito a Milano. 
Dal 1874 è a Firenze con la famiglia, composta dalla moglie Maria Rosa Uttini e da 7 figli; qui frequenta i maggiori esponenti della corrente artistica macchiaiola quali Giovanni Fattori, Telemaco Signorini, Filippo Palizzi, Serafino De Tivoli, Gerolamo Induno, Vincenzo Cabianca, Vito D'Ancona e Domenico Morelli.
Nel 1886 torna definitivamente a Piacenza, dove gli viene assegnata la cattedra di Figura presso l'Istituto di Belle Arti Gazzola succedendo a Bernardino Pollinari; successivamente ne viene nominato direttore.
Tra i suoi allievi figurano Virgilio Fassi, Nazareno Sidoli (1879-1969), Ernesto Giacobbi (1891-1964) e Angelo Martini.
Nel 1888 si aggiudica il Primo premio all'Esposizione di Bologna con Il ritorno dal mercato; la sua fama raggiunge presto estimatori esteri grazie all'amicizia con il pittore Arnold Böcklin, che lo introduce ai mercanti d'arte svizzeri.
Nel 1897 espone alla Biennale di Venezia Don Chisciotte che si slancia contro le pecore, opera considerata il suo capolavoro.
Nel 1903 è tra i proponenti del progetto di istituzione del Museo presso l'Istituto Gazzola, suggerendo Francesco Ghittoni (suo successore alla cattedra di Figura) come conservatore.
Muore a Piacenza il 5 gennaio 1911. 
Nel 1932 viene organizzata una personale postuma presso l'Associazione Amici dell'arte di Piacenza, mentre in occasione del centenario della morte la Galleria d'arte moderna Ricci Oddi di Piacenza e la Fondazione di Piacenza e Vigevano gli hanno dedicato due mostre correlate: Un macchiaiolo tra Piacenza e Firenze  e La poetica della neve.
Il cortometraggio di Tommaso Ferrari Stefano Bruzzi: un macchiaiolo tra Piacenza e Firenze documenta la vita del pittore.
Il pronipote Giovanni Bruzzi (1936 - ) è noto pittore e scrittore.

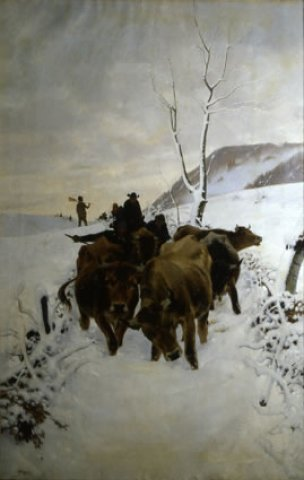
Stefano Bruzzi, I primi a far la rotta, (1884),
Galleria nazionale d'arte moderna e contemporanea, Roma

## Stile
Sensibile e poetico interprete di paesaggi rurali e montani, in particolare del suo Appennino piacentino, di neve, pastori e pecore e degli aspetti della loro vita quotidiana.
A livello stilistico, dopo gli esordi legati alla riproduzione di soggetti storici e accademici ereditata dal maestro Lorenzo Toncini, a partire dal suo duraturo soggiorno romano si focalizza sulla resa pittorica del vero, da molti critici accostata alla poetica macchiaiola frequentata dagli anni 70.

## Opere principali
- Mietitura a Le Perteghette (1864), olio su tela, collezione privata;
- Buoi aggiogati all’aratro (1868), olio su tela, Accademia Carrara, Bergamo[13];
- Contadini che valicano un passo di montagna in inverno (1870), olio su tela, collezione privata;
- Passo difficile (1870), olio su tela, Galleria d'arte moderna Ricci Oddi, Piacenza;
- Ritorno dal mercato dopo la nevicata (1870-1887), olio su tela, Galleria d'arte moderna Ricci Oddi, Piacenza;
- Mandria sperduta (1871), olio su tela, collezione privata;
- Aratura (1872), olio su tela, collezione privata;
- Prime giornate di bel tempo (1872), olio su tela, collezione Palazzo Foresti, Carpi;
- Alla fiera (1875), olio su tela, collezione privata;
- Il fischio della locomotiva (1880), olio su tela, Galleria civica d'arte moderna e contemporanea, Torino;
- In cammino (1880), olio su tela, collezione privata;
- Pastorella al pascolo (1880), olio su tela, Musei Civici di Palazzo Farnese, Piacenza;
- La casa di Roncolo con le ragazze che fanno la calza (1880-1887), olio su tela, Galleria d'arte moderna Ricci Oddi, Piacenza;
- Pascolo (1880-1890), olio su tela, Galleria d'arte moderna, Firenze;
- La pecoraia (Erba ghiotta), (1884), olio su tela, collezione privata;
- I primi a far la rotta (1884), olio su tela, Galleria nazionale d'arte moderna e contemporanea, Roma;
- La tosatura delle pecore (1885), olio su tela, collezione privata;
- Ritorno dal mercato (1885-1890), olio su tela, collezione privata;
- Gli amici (1885-1899), olio su tela, Galleria nazionale di Parma;
- Ritorno dal mercato dopo la nevicata (1887), olio su tela, Galleria d'arte moderna Ricci Oddi, Piacenza;
- L'Appennino nei pressi di Roncolo di Groppallo (1890), olio su tela, Galleria d'arte moderna Ricci Oddi, Piacenza;
- L'abbeverata del gregge nel Rio Restano (1890), olio su tela, Galleria d'arte moderna Ricci Oddi, Piacenza;
- Appennino piacentino (1890-1895), olio su tela, collezione privata;
- La sorgente dei Lamoni (1890-1895), olio su tela, Galleria d'arte moderna Ricci Oddi, Piacenza;
- Bosco (1890-1899), olio su tela, Galleria nazionale di Parma;
- Paesaggio (1890-1899), olio su tela, Galleria d'arte moderna, Firenze;
- Due cugini (1890-1910), olio su tela, Musei Civici di Palazzo Farnese, Piacenza;
- Autunno nel bosco di faggi (1895), olio su tela, Galleria d'arte moderna Ricci Oddi, Piacenza;
- Dopo il pasto (1897), olio su tela, collezione privata;
- Don Chisciotte (1897), olio su tela, collezione privata;
- Meriggio l'ora del pasto (1900), olio su tela, Galleria d'arte moderna Ricci Oddi, Piacenza;
- Siesta (Pecore al riposo) (1900), olio su tela, Galleria d'arte moderna Ricci Oddi, Piacenza;
- Richiamo (In alto) (1902), olio su tela, Galleria civica d'arte moderna e contemporanea, Torino;
- Campagna (non datato), olio su tela, Palazzo della Cassa di Risparmio di Firenze;
- Salici (non datato), olio su tela, Galleria nazionale di Parma;
- Mulattieri nella neve (non datato), olio su tela, collezione privata;
- La prima neve (non datato), olio su tela, collezione privata.